# Valentin von Massow (Kolonialoffizier)

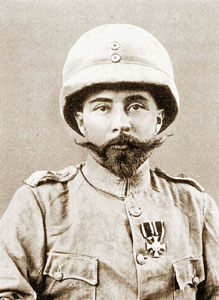
Valentin von Massow

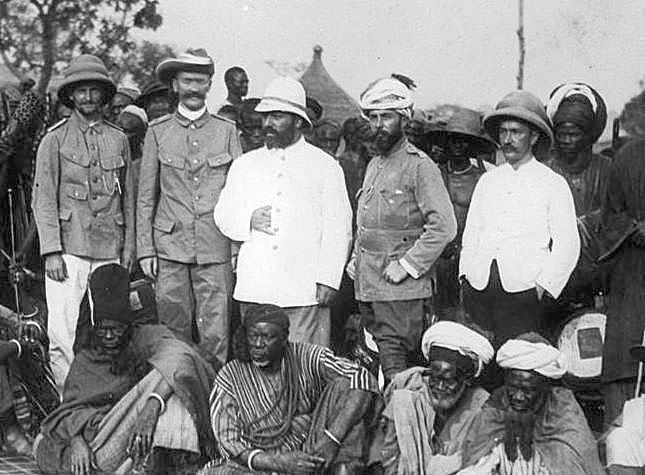
Valentin von Massow zwischen weiteren Kolonialbeamten (v. l. n. r.: Friedrich Rigler, Adolf von Seefried, August Köhler, Valentin von Massow und Hermann Kersting)

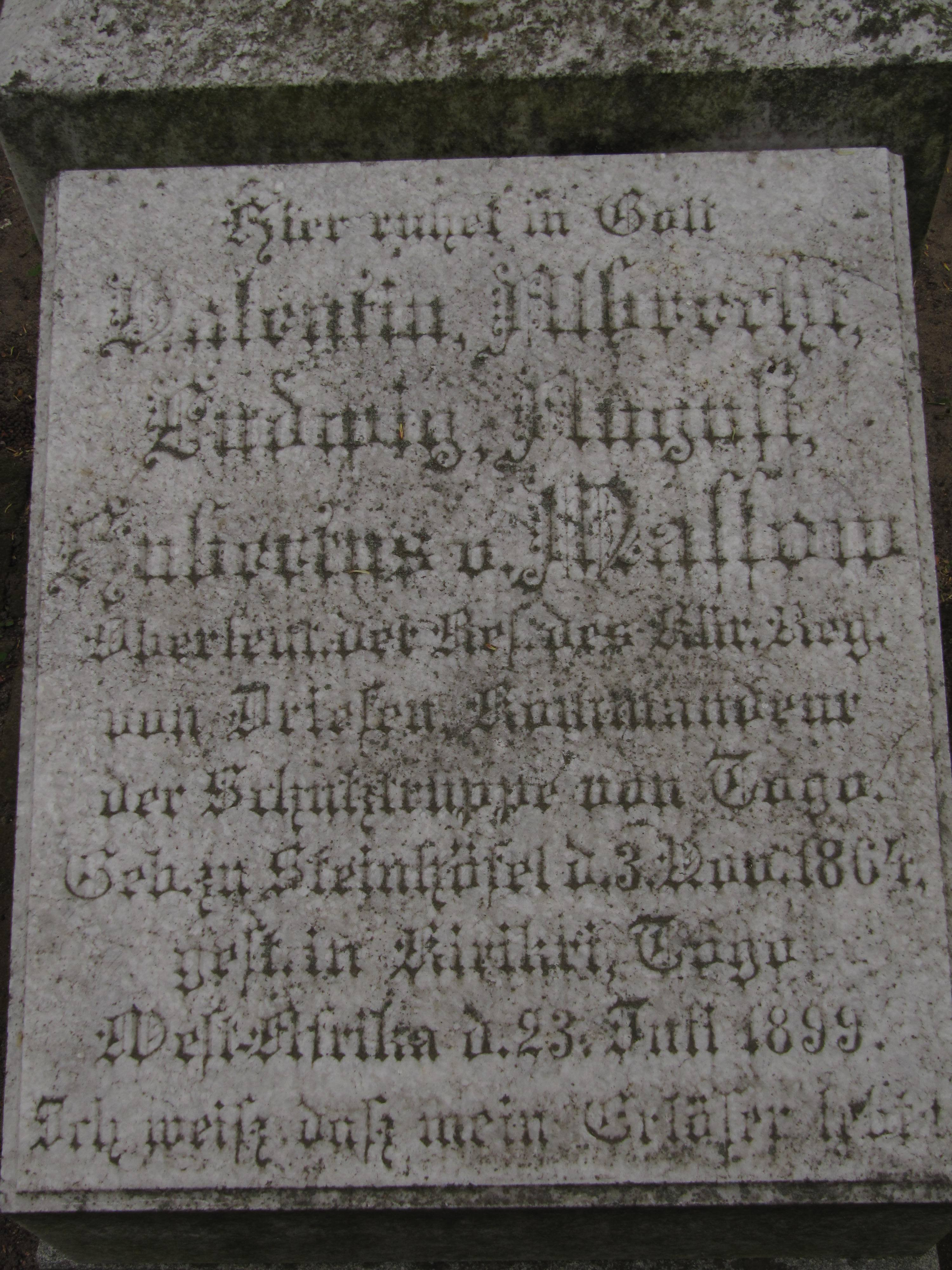
Grabplatte Valentin von Massow in Steinhöfel

Valentin Albrecht Ludwig August Hubertus von Massow (* 3. November 1864 in Steinhöfel; † 23. Juli 1899 in Kirikiri – heute Adjéidè in Togo) war ein deutscher Offizier und Kolonialbeamter.

## Leben
Massow war ein Sohn des gleichnamigen preußischen Oberstleutnant Valentin von Massow (1825–1868) und dessen Ehefrau Adelheid, geborene von der Asseburg (1844–1912). Der preußische Generalleutnant Egbert Hoyer von der Asseburg war sein Onkel.
Nach dem Besuch des Französischen Gymnasiums Berlin wechselte er 1881 an die Klosterschule Roßleben und legte 1884 das Abitur ab. Massow immatrikulierte sich an der Universität Bonn für Rechtswissenschaften, trat jedoch zum 1. Oktober 1884 zunächst als Einjährig-Freiwilliger in das Königliche Husarenregiment Nr. 7 ein. Am 30. September 1885 wurde er als Unteroffizier der Reserve entlassen. Auch hiernach nahm er das Studium nicht auf. Obwohl er noch 1885 Mitglied des Corps Borussia Bonn wurde, trat er am 22. Oktober 1886 als Wachtmeister in das 1. Garde-Ulanen-Regiment ein, in dem auch sein Vater gedient hatte. Er beabsichtige, Offizier zu werden und erhielt am 15. Februar 1886 das Patent zum Seconde-Lieutenant. 1889 beantragte er aus gesundheitlichen Gründen einen Erholungsurlaub, der ihn nach Italien und Ägypten führen sollte. Den Urlaub trat er ab dem 27. Juli 1889 an. Unklar ist, ob er seine Reisepläne auch verwirklichte. Am 15. Juli 1890 wurde er in das Kürassier-Regiment „von Driesen“ (Westfälisches) Nr. 4 kommandiert und war ab 1892 Regimentsadjutant.
In Münster verliebte sich Massow in die Tochter von Emil von Albedyll, zu dieser Zeit dortiger Kommandierender General des VII. Armee-Korps. Da Massow nicht aus vermögendem Haus stammte, eine gute finanzielle Ausstattung aber von Seiten der Brauteltern erwartet wurde, reiste Massow 1894 nach Monte Carlo. Dort wollte er offenbar durch Glückspiel sein Vermögen vermehren, scheiterte allerdings und quittierte in der Folge am 24. Juli 1894 den aktiven Militärdienst. Er blieb allerdings Reserveoffizier seines Regiments. Die gesellschaftliche Fassade wahrte er durch eine schnelle Abreise nach Indien, da angenommen wurde, er wolle im dortigen Kolonialdienst Karriere machen. Massow trat jedoch nicht in britische Dienste ein, sondern kehrte Anfang 1896, vermutlich erneut wegen Geldsorgen, nach Deutschland zurück. Hier strebte er nun eine Karriere im deutschen Kolonialdienst an, bemühte sich aber zunächst um eine zivile Anstellung, womit er wiederum scheiterte.
Stattdessen wurde er als Oberleutnant mit Beförderung zum 15. Februar 1896 im Kürassier-Regiment „von Driesen“ à la suite gestellt und nach seiner Ankunft am 4. Mai 1896 zum Kommandeur der Polizeitruppe in Togo ernannt. Später diente er als Stationschef in Bassari. In den Jahren 1896 und 1897 unternahm er mehrere Expeditionen in das Hinterland von Togo, darunter eine gegen die Dagomba (1896) und zwei Feldzüge gegen die Konkomba (1897–1898). Nachdem er die Führung der deutschen Kommission der französisch-deutschen Grenzabsteckungsarbeiten zu Französisch-Westafrika übernommen hatte, starb er am 23. Juli 1899 an Malaria in Kirikiri (heute Adjéidè) im Norden der Kolonie. Seine Leiche wurde auf Wunsch der Familie 1900 nach Deutschland überführt und in Steinhöfel begraben.
Teile des Massow-Nachlasses, darunter seine Tagebuchaufzeichnungen und sein umfassender Briefwechsel, befinden sich im Landesarchiv Sachsen-Anhalt im Bestand des Herrschaftsarchivs Falkenstein-Meisdorf (H 4).